# Phoracantha frenchi
Phoracantha frenchi là một loài bọ cánh cứng trong họ Cerambycidae.